# Powodzie i lawiny błotne w Brazylii (2010)
Powodzie i lawiny błotne w Brazylii (2010) – klęska żywiołowa, która dotknęła brazylijski stan Rio de Janeiro 5 kwietnia 2010. Powódź błyskawiczna oraz związane z nią masowe lawiny błotne i osunięcia gruntów spowodowały śmierć 231 osób. Rannych zostało co najmniej 161 osób. Największe zniszczenia wystąpiły w mieście Niterói, gdzie lawiny błotne zasypały dużą część tamtejszych faweli. Zagrożonych lawinami było ok. 10 000 domów. W wyniku katastrofy dachu nad głową zostało pozbawionych ponad 4 000 rodzin, a 2 000 rodzin zostało przeniesionych z najbardziej zagrożonych terenów. Straty wywołane przez lawiny błotne i powodzie szacuje się na około 23,76 miliardów R$. Po katastrofie rozprowadzono około 70 000 paczek żywnościowych dla poszkodowanych, a burmistrz Rio de Janeiro Eduardo Paes wystąpił do rządu federalnego o pomoc finansową.